# Première guerre civile irakienne
Pour les articles homonymes, voir Guerre civile irakienne.
Batailles
- Opération Southern Focus
- Opération Telic
- Umm Qasr
- Al Faw
- 1re Bassorah
- Nassiriya
- 1re Nadjaf
- Opération Northern Delay
- Opération Viking Hammer
- Samawa
- Kerbala
- Bagdad

- Sadr City
- 1re Falloujah
- 2e Nadjaf
- 1re Samarra
- 2e Falloujah
- 1re Mossoul
- 1re Al-Qaïm
- 1re Tall Afar
- Opération Steel Curtain
- Massacre de Haditha
- Fusillade d'Ishaqi
- 1re Ramadi
- Offensive du Ramadan
- Campagne de Diyala
- 3e Nadjaf
- Bases de Bassorah
- 2e Mossoul
- Attentat de Qahtaniya
- Opération Black Eagle
- Opération Restore Peace III
- 2e Bassorah
- Opération Bashaer al-Kheir
- Opération New Dawn

- 1re Akachat
- Opération al-Shabah
- Al-Anbar
- 3e Falloujah
- 2e Ramadi
- Youssoufiya
- 2e Samarra
- 3e Mossoul
- Massacre de Badoush
- Massacre de Tikrit
- Baïji
- 2e Tall Afar
- 2e Al-Qaïm
- Massacre de Hilla
- Tikrit
- Jourf al-Sakhr
- Zoumar
- Sinjar
- Massacres de Sinjar
- Barrage de Mossoul
- Jalula
- Saklaouiya
- Massacre de Zaouïat Albou Nimr
- Mouqdadiyah
- 3e Ramadi
- Bachiqa
- Kudilah
- Tel Asqaf
- Qayyarah
- 4e Falloujah
- Khazir
- 4e Mossoul
- 1re Kirkouk
- 3e Tall Afar
- 2e Akachat
- Hawija
- 2e Kirkouk
- 3e Al-Qaïm
- Al-Jazira

La première guerre civile irakienne ou la première guerre confessionnelle irakienne est une phase de la guerre d'Irak qui oppose les groupes insurgés sunnites et chiites de 2006 à 2009.

## Déroulement

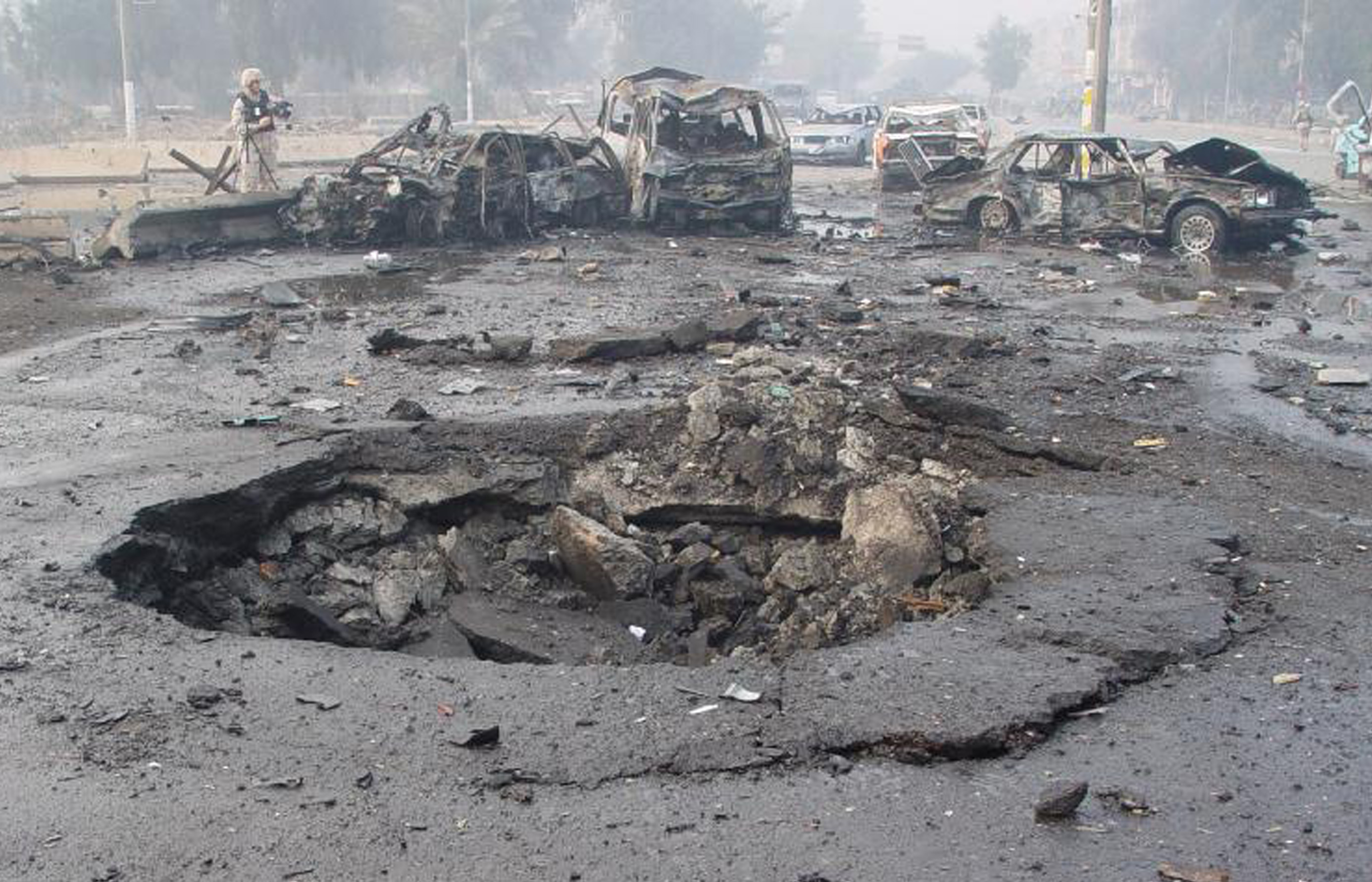
Attentat à la voiture piégée en décembre 2007 pendant la deuxième bataille de Bagdad.

Le 22 février 2006,, un attentat contre le sanctuaire Al-Askari à Samarra, un des hauts lieux saints du chiisme irakien, provoque une vague de représailles et le début d'une guerre confessionnelle entre les groupes insurgés sunnites et chiites. 
Nouri al-Maliki, membre du parti islamiste chiite Dawa, est investi Premier ministre le 20 mai 2006. 
En 2008, les milices chiites prennent le contrôle de Bagdad après des combats qui ont fait des dizaines de milliers de morts. Elles chassent la majeure partie de la population sunnite de la capitale qui devient une ville à majorité chiite,,.
À partir de fin 2008, les États-Unis se désengagent progressivement en finançant notamment les milices sunnites Sahwa afin d'affronter l'État islamique d'Irak et commencent à se retirer à partir du 30 juin 2009,. Alors que les milices chiites rallient progressivement le pouvoir, les Sahwa contribuent à marginaliser les djihadistes et instaurer une relative accalmie en Irak.